# Thecophora
Thecophora är ett släkte av tvåvingar. Thecophora ingår i familjen stekelflugor.

## Bildgalleri

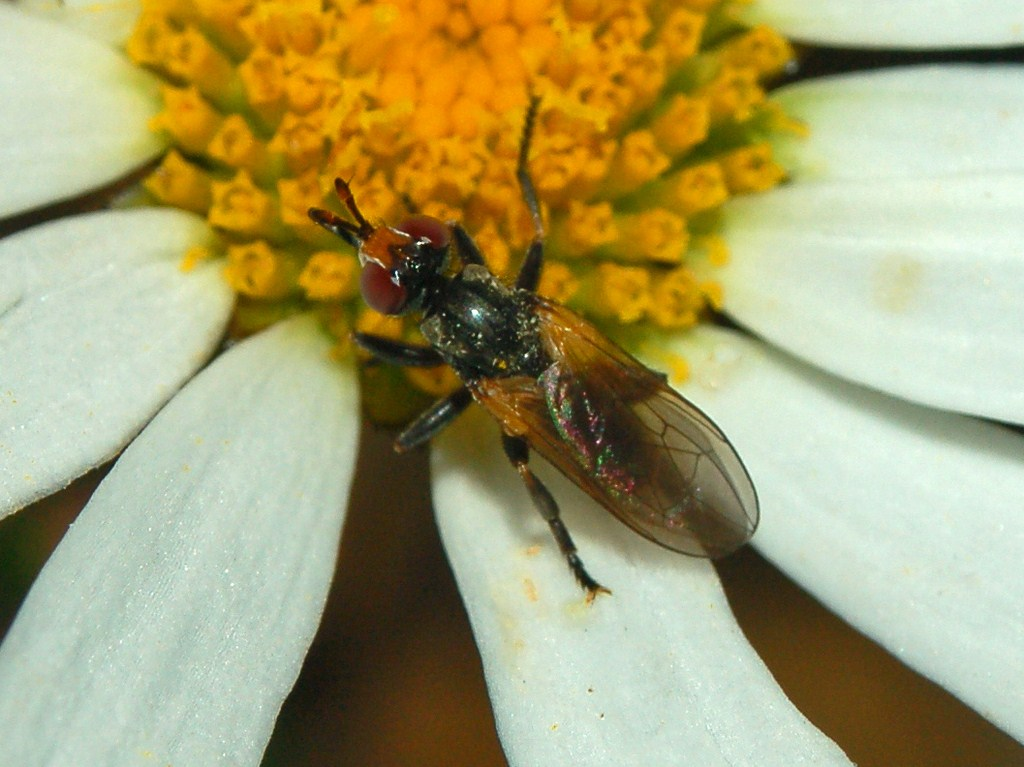
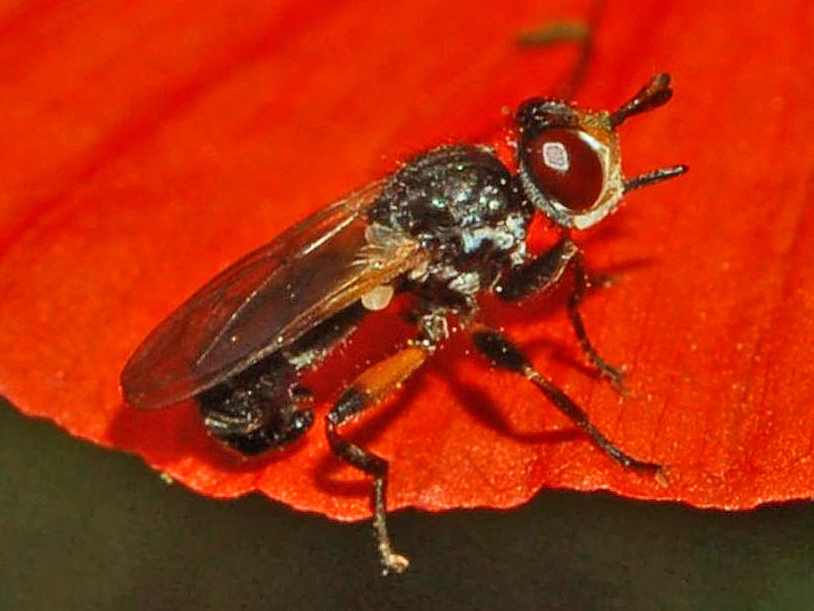

## Dottertaxa tillThecophora, i alfabetisk ordning[1][2]
- Thecophora abbreviata
- Thecophora africana
- Thecophora apivora
- Thecophora atra
- Thecophora australiana
- Thecophora bimaculata
- Thecophora caenovala
- Thecophora cinerascens
- Thecophora curticornis
- Thecophora distincta
- Thecophora flavicornis
- Thecophora flavipes
- Thecophora fulvipes
- Thecophora haitiensis
- Thecophora hyalipennis
- Thecophora jakutica
- Thecophora longicornis
- Thecophora longirostris
- Thecophora luteipes
- Thecophora melanopa
- Thecophora metallica
- Thecophora modesta
- Thecophora nigra
- Thecophora nigripes
- Thecophora nigrivena
- Thecophora obscuripes
- Thecophora occidensis
- Thecophora papuana
- Thecophora philippinensis
- Thecophora pilosa
- Thecophora propinqua
- Thecophora rufifrons
- Thecophora ruwenzoria
- Thecophora sauteri
- Thecophora simillima
- Thecophora testaceipes